# Llena de amor
Llena de amor – meksykańska telenowela produkowana przez Televisa, nadawana od 2010 roku. Jest to remake telenoweli wenezuelskiej 2002-2003 Mi gorda bella, zainspirowanej kolumbijską telenowelą 1999-2001 Yo soy Betty, la fea.

## Obsada
- Ariadne Díaz - Marianela Ruiz y de Teresa Pavón / Victoria de la Garza Montiel
- Valentino Lanús - Emanuel Ruiz y de Teresa Curiel / Lirio de Plata
- Azela Robinson - Fedra Curiel de Ruiz y de Teresa / Juana Felipa Pérez Fernández
- Altair Jarabo - Ilitia Porta-López Rivero
- César Évora - Emiliano Ruiz y de Teresa
- Armando Araiza - Brandon Moreno Cervantes
- Laura Flores - Ernestina "Netty" Pavón Romero
- Maria Elisa Camargo - Kristel Ruiz y de Teresa Curiel
- Alexis Ayala - Lorenzo Porta-Lopez
- Cecilia Gabriela - Camila "Muñeca" Rivero de Porta-Lopez
- Roberto Ballesteros - Bernardo Izquierdo
- Diego Amozurrutia - Axel Ruiz y de Teresa Curiel
- Roberto Palazuelos - Mauricio Fonseca Lombardi
- Christina Mason - Gretel Ruiz y de Teresa Curiel / Manolo de la Garza Montiel
- Ricardo Margaleff - Oliver Rosales / Graciela Agustina "Chelatina" Lozano
- Lorena Enríquez - Dorothy "Doris" Moreno Cervantes
- Mariana Van Rankin - Delicia Flores de Ruiz y de Teresa
- Ivonne Ley - Nereida Pérez
- Alberto Agnesi - André Silva
- Manuela Imaz - Fabiola Fonseca
- Michelle Renaud - Lorena Fonseca
- Ricardo Franco - Alfredo
- Lilí Goret - Carolina
- Aarón Hernán - Máximo Ruiz y de Teresa
- Tina Romero - Paula
- Carlos Cobos - Benigno Cruz
- Maricarmen Vela - Carlota Ruiz y de Teresa
- Héctor Saéz - Comisario Agustín Tejeda
- Eduardo Liñan - León Garduño
- Marcela Páez - Consuelo
- Angelina Pelaez - Mamá Dolores
- Patricia Martínez - Gladiola Cervantes vda. de Moreno
- Raul Magaña - Luis Felipe Ruiz y de Teresa
- Alejandro Felipe - Javier
- Mariana Quiroz - Manzanita
- Rosita Pelayo - Flora
- Georgina Pedret - Angela
- Rebeca Mankita - Mayela
- Fernanda López Begoña Riquelme
- Rafael Amador - Fidel Mendoza
- Kelchie Arizmendi - Marilda
- Roberto Blandón - Ricardo
- Otto Sirgo - Juez Pantoja
- Ricardo Vera - Lic. Rivas
- Theo Tapia - Lic. Ordaz
- Sergio Jurado - Dr. Arnoldo
- Martín Cuburu - Lic. Eugenio Pacheco
- Vanessa Arias - Jacqueline Pereyra
- Zoraida Gomez - Juana Felipa Pérez / Fedra Curiel de Ruiz y de Teresa (młody)
- Marcelo Córdoba - José María Sevilla (młody)
- Gabriela Goldsmith - Fedra de Curiel
- Oscar Traven - Aristoteles Curiel
- Luis Uribe - José María Sevilla
- Carlos Gascón - Jorge Jauma
- Lizetta Romo - Almudena
- Lucía Méndez - Eva Pavón Romero vda. de Ruiz y de Teresa